# 国民型华文中学
国民型华文中学（“SMJK”）简称华中，是在马来亚独立前后（1956-1962），接受政府建议改制的民办华文中学，纳入国家教育体系中，区别于华文独立中学。
没有接受改制的民办华文中学，则没有津贴，保留原状，有自主权（独立），不受教育部管理。由于华文中学的改制，结果过后诞生了一些同校名的“独立中学”，以容纳不能进入改制后的华中学生。此后，这些没有得到津贴的中学统称为“独立中学”或“独中”。而国民型华文中学得到教育部每年应有的津贴（发展津贴除外），学校则交由马来西亚教育部管理，包括课程、师资、学生来源等。学校的董事会则依教育部的要求组建，不过校地主权还是归属于原有的校地拥有者。
华中的特点是华文课被列入正课内，华文科也是华中生在公共考试（SPM）的必修必考科，这也是当初改制时政府给予的承诺。为了维护国民型华文中学的华校特征，华中的学生来源是华文小学（SJKC）。华中延续部分华校的传统，如校训、校歌、校徽。
2015年3月15日马来西亚国民型华文中学校长理事会，在常年大会提案通过，国民型华文中学简称为华中，并全面推广使用，用意是为了加以区别国民型华文中学及国民中学（SMK），并凸显华中校园的中华色彩。

## 历史

### 华文中学改制背景
在第二次世界大战前，马来亚处于英殖民政府统治之下。当时，政府主要资助以英文为媒介语的学校，用以培训公务员；而其他语文源流的教育，则由族各族群体筹资设立，并负责学校土地购置、建设及教职员薪资。华文学校普遍沿用中国的教育体系，课本多采自中华书局或商务印书馆的版本。
1942年，日本入侵马来亚，导致多数华文学校停办。战后自1945年起，学校陆续复课，并逐步从以小学为主的发展为涵盖中等教育的体系。至1957年马来亚独立时，全国已有逾60所华文中学。
1949年中国政权更替后，英殖民政府为应对冷战背景与国内政治局势，于1948年实施紧急状态，并通过移民法规禁止从中国聘请教师。此外，政府推动教育制度统一化，1950年发表《巴恩报告书》，提出以英文教育为主流，并建议改变母语学校的教学特征。1952年起政府实行“薪金制”，向接受规定的学校提供财政补助，加强行政监管。
1954年公布的《教育白皮书》建议将华文学校改为“国民学校”，并进一步落实1952年《教育法令》。对此，由林连玉领导的联合邦教师会总会表态反对全面改制。1956年12月7日，政府发函各华文中学，通令教学媒介语需改为英语。

### 以津贴诱使华文中学改制
1955年，槟城锺灵中学在未经公开宣布的情况下，申请改为“国民型中学”，成为首所接受政府全面津贴的华文中学，为后续改制树立先例。此后，芙蓉振华中学和昔加末华侨中学等校也相继接受改制。政府透过财政津贴诱因及政治游说，加速改制进程。
1961年，《教育法令》在国会通过，政府透过媒体及政党宣传改制优势，如减轻学费负担、提供教师福利保障，并承诺保留三分之一时间教授华文。1962年起，华文中学逐步分化为：
1. 独立中学：拒绝接受改制与津贴，保留华文为教学媒介语。
2. 国民型中学：接受改制，教学媒介语改为英语（后为国语），保留部分华文课程，学校由政府支付行政与教职员费用，但董事会架构得以保留。

政府亦允许国民型中学设立“独立班”，以容纳不符合正班入学条件的学生，并继续使用华文教学。数年后因资源限制，部分学校停止“独立班”运作；部分城市学校则扩展为“独立中学”。

### 华文中学改制后的学制
改制后的华文中学统一采用五年制学制：中一至中三为前期中学，中四及中五为后期中学。华小毕业生须先修读一年预备班，以适应媒介语从华文转为英语（后为国语）。前期中学毕业生需参加初级教育文凭考试（Lower Certificate of Education, LCE），及格者方可升入中四。后期中学毕业生则参加马来西亚教育文凭考试（Malaysian Certificate of Education, MCE），英文科达标者可同时获得剑桥中学毕业文凭（School Certificate, SC）。考试语言初期为英文，唯华文科仍以华文作答；80年代媒介语转为马来语后，除华文与英文科外，其余科目均使用马来语教学与考试。之后，中三学生改为参加初级评估考试（Penilaian Menengah Rendah, PMR），中五学生参加马来西亚教育文凭考试（Sijil Pelajaran Malaysia, SPM）。
改制初期，华文科课程每周设有七节课（每节约40分钟），内容包括：三节精读、一节语文知识（后期中学则为修辞学与文字学）、一节中国文学故事、一节应用文及一节阅读指导。阅读指导课要求学生每学期阅读两本文学作品，一本为课堂指导阅读，一本为课外阅读，并需撰写阅读报告。体育、图工、美术及音乐等科目在当时仍可使用华文授课。

### 90年代后发展概况
为了捏卫国民型华文中学的特征，两个直接与国民型华文中学的组织即马来西亚国民型华文中学校长理事会（简称华中校长理事会）及马来西亚国民型华文中学发展理事会（简称华中发展理事会）先后于1994年5月10日及2011年11月10日成立。
华中校长理事会乃由90年代资深的华中校长，为了团结当时78所华中校长，凝集力量争取保存华中的权益。2010年12月4日，在马来西亚行动方略联盟的推动下，七个华团组织，包括森美兰中华大会堂，槟城华人大会堂，吉隆坡暨雪兰莪中华大会堂，马来西亚华校教师会总会，马来西亚国民型华文中学校长理事会，林连玉基金及马来西亚华校校友会总会在槟城华人大会堂举办了 "国民型华文中学问题与挑战研讨会"，共有54所华中的董事，家协及校友代表出席，此外，另12个热爱华教团体也派代表参与，加上筹委会，与会人数达320人。自从华中发展理事会开始召开活动，即积极与各友好团体，尤其是华中校长理事会配合，与教育部对话争取华中的权益，解决各华中所面对的难题。2015年3月15日该会会员大会一致通过，将"国民型华文中学''简称“华中”，以区别“国民中学"的简称“国中"，并唤醒华社对华中的关注。

## 发展
60年代始，华中是以英语为教学媒介，华语和马来语（国语）则为必修必考科。1972年起，教育部推行《国家教育政策》，逐年将英文转换为马来文作为教学媒介语。直至1978年，所有中学的教学媒介语都被马来语取代。然而，华文科一直是华中的必修必考科，确保了学生在母语上的持续教育。
2003年，马来西亚教育部为了提高英语的水准，开始恢复以英语教导数理科的政策。后来在压力下，此政策于2012年被 “双语计划 DLP”（马来语和英语教导数理）取代，不过这项 DLP 计划仅在由教育部选出的特定中学实施，以致遗漏了许多华中。马来西亚国民型华文中学发展理事会议决要求教育部，允许所有华中参与此项 DLP 计划，即以英语教导数理。最终，教育部同意扩大DLP计划的适用范围，允许更多的华中参与其中，从而提升国民型华文中学学生的英语水平。
在1996年的教育法令下，政府将其管理的所有中学统称为“国民中学 Sekolah Menengah Kebangsaan （SMK）”，包括华中。在国民型华文中学校长理事会的争取下，教育部同意在行政上，华中可以继续使用 “国民型华文中学 Sekolah Menengah Jenis Kebangsaan （SMJK）”的称呼。

## 特点
根据2010年统计显示，约有20%的国民型华文小学（华小）毕业生选择进入国民型华文中学（华中）继续深造。与此同时，65所独中和81所华中合计仅接收了约30%的华文小学毕业生，其余学生主要进入国民中学（国中）或国际学校。这一数据表明，华中虽然面临生源竞争，但仍然是华文教育体系的重要部分。
华中在融合国家课程与华文课程的同时，也吸引了多元背景的学生。通过这种方式，华中在推广中华文化的同时，也成为族群间文化交流的平台。不仅为华裔子弟提供了接受完整华文教育的机会，还在推动马来西亚多元文化社会的发展中发挥了桥梁作用。

### 语文使用

#### 课堂教学
华中是由华文中学改制过来，且学生结构以华裔生居多，对华语的使用较轻松。因此，华裔教师会在教导华文科以外的科目时视情况兼用华语为学生作出解释。

#### 校园用语
华裔学生和教师在华中占多数，因此师生之间都会使用华语沟通，华语也就成了华中的主要通用语和教学媒介语。这也是区分国民型华文中学（SMJK）和普通国中（SMK）的重大特征之一。

#### 华文环境
华文在华中校园内被广泛使用，这种高普及率充分体现了华中对华文的重视。从校园、办公室、教室和走廊的布置，到壁报、指示牌的文字说明，及校讯，还有校园广播，华文和马来文并用，营造了一个兼具文化传承和多语言包容性的学习环境。彰显了华中在维护大马华文教育的重要地位。

### 文化认同

#### 华校标识
华中拥有华文校歌、校徽、校训、校名。而家长信函和通告都是同时使用华文和马来文。此外，华中的作业簿封面、成绩单和毕业证书均采用华文，突显华文在校内的重要性。而一些华中在学生校服上也有华文名字，进一步强化学生的文化认同感。

#### 节日活动
华中校方十分重视华人传统节日的庆祝活动，尤其是农历新年和中秋节，校方会举办与节庆相关的活动，以增强学生对中华文化的理解和认同。此外，部分华中会在其他重要的华人节庆，如天公诞、清明节、端午节、中元节和冬至等，向教育局申请特假。体现了华中校方重视中华文化的传承。

#### 课外活动
华中拥有许多与中华文化相关的课外活动，相较于国民中学（SMK）仅有华文学会，华中的课外活动性质更加丰富。这些活动为学生提供了广泛接触中华文化的机会，使中华文化在校园内得以传承和延续。
一些课外活动包括
1. 华乐团
2. 佛学会
3. 象棋学会
4. 华文学会
5. 华族舞蹈团
6. 武术团
7. 太极学会
8. 歌咏团
9. 醒狮团
10. 二十四节令鼓
11. 扯铃队
12. 中华文化学会

华中也在每一年多次举办全校性中华文化比赛如
1. 华语演讲比赛
2. 华语辩论比赛
3. 剪纸艺术比赛
4. 相声比赛
5. 挥春比赛
6. 中秋节猜灯谜比赛
7. 书法比赛
8. 华文作文比赛
9. 华语演讲比赛
10. 华语歌唱比赛
11. 诗歌朗诵比赛

#### 庆典仪式
在华中的重要场合，例如周会、校园广播和毕业典礼，校长通常会同时兼用华语和马来语。这种方式既顾及了校内不同族群的需求，也突显了华语在校园中的重要地位。

### 保障机制

#### 华文地位
在《2013-2025 教育大蓝图》初步报告里，华文的定位仅为附加语言。但华中做为一所华校，华文的地位不能只是附加语言，必须要有特殊的语言地位。因此，华中将华文课列入正课，通常每周共有五节。这一安排显著高于国民中学（国中）的三节华文课。一些州属的华文课更是高达每周七节。此外，华中也规定所有学生都必须在公共考试中（SPM）必修必考华文科 。

#### 学生来源
华中的学生来源以华小毕业生（SJKC）为主，这些学生在小学阶段已接受完整的华文教育，具备良好的语言基础，因此能够快速的适应华中的环境。华裔学生在华中仍占多数，形成了学校独特的语言与文化氛围。同时，近年来也有部分其他族群的学生选择入读华中，主要因其双语教学模式和多元文化特色。这种学生构成既延续了华中的传统优势，也反映了其在族群融合方面的积极作用。

#### 校长资格
虽然没有明文规定担任华中的校长一定要具备华文资格，但校长是一校之长，不懂华文或不重视华文， 一方面会影响学校的学生及教师对华文的心态与热诚，久而久之，国民型华文中学的华校特征必然日益削弱，以致与一般国中无甚差异；另一方面也影响与董事会及华社的联系与沟通。因此，国民型华文中学的校长都具备华文资格。

#### 社区联系
华中通常与家教协会、校友会及当地华团保持良好的关系。在学校面临资金或资源不足时，董事会和校友会积极向当地华社寻求支援。与当地华团保持联系的重要性是当学校需要资源时，可向当地华社寻求资源，其中一个最重要的资源就是财力资源。 三机构的紧密合作一方面可以监督学校的华校特征不会变质，另一方面也可以提供资源协助学校的发展。

## 困境

#### 董事部权力削弱
华文中学改制为国民型华文中学后，董事会的职权逐步被削弱。改制初期，董事会仍保有签发教职员薪金与行政费用支票的权力，并能够聘请学校书记与临教。
然而，随着家教协会（PIBG）制度的推行，学校的薪资发放及行政开销改由校长与副校长负责，教师和行政人员的委派也几乎完全由教育局决定。如今，董事会的主要职能仅限于筹措学校经费以及管理董事部账户的财务开销。

#### 经费不足
作为半津贴学校，国民型华文中学的经费主要依赖政府拨款。然而，这些拨款无法完全承担学校的开销，尤其是在提升硬件设施、新校舍建设以及支付水电费方面。西马大部分华中只获教育部提供每月五千令吉津贴以支付部分水电费，剩余公共设施费用由董事会协助承担，但董事会在筹款时往往难以获得华社支持，导致一些华中的基础设施陈旧，无法满足现代教育的需求。

#### 遭受华社边缘化
大马华社普遍更关注独立中学和华文小学的发展，认为国民型华文中学作为政府中学已获得拨款，因此无需额外支持。这种认知导致国民型华文中学在争取华社资源时处于劣势，且在面对任何问题时不像华小和独中一样备受关注，进一步加剧了学校在发展和资源上的困境。

#### 失去法定地位
自1996年教育法令实施以来，教育局将国民型华文中学（SMJK）与国民中学（SMK），统一名称为国民中学（SEKOLAH MENENENGAH KEBANGSAAN），造成教育部的中学结构图里，不再出现 （SMJK）国民型华文中学的名称，因此国民型华文中学便失去原有的法定地位，也失去改制时政府所承诺的许多权益。 尽管校门仍标示为“SMJK”，但实际上这一称呼已不被官方认可。甚至在华中学生报考大马教育文凭（SPM）时，也只能以“SMK”为校名登记。这一身份模糊化现象导致国民型华文中学逐渐失去其华校特征，在社会认知中被视为普通国民中学。 而失去法定地位的国民型华文中学更难维护其华校特征，及增建新的国民型华文中学。

#### 拨款不足
国民型华文中学（SMJK）长期面临拨款不足的问题，导致学校在基础设施、教学资源和师资培训方面难以与全津贴国民中学（SMK）竞争。尽管华中属于政府中学，但拨款数额有限，仅能维持基本运作，而校舍维修、设备升级和课外活动等额外开销往往难以负担。许多学校的实验室、运动场和课室设施因缺乏维修资金而逐渐老化，甚至影响到学生的学习环境和安全。
由于拨款分配的限制，国民型华文中学通常需要依赖董事会、家长教师协会（PIBG）以及社会捐款来填补财政缺口。董事会承担着管理和筹款的重任，不仅需要协调资源，还需定期向社会募款，以确保学校的正常运作。相比全津贴学校，华中在财政自主权较大，但同时也面临更大的经济压力。部分学校通过举办义卖会、筹款晚宴或向校友募捐，以支持学校发展。
拨款不足的问题不仅影响硬件设施，也对师资培训和课程发展造成限制。由于资金有限，学校难以聘请足够的专业教师，也无法提供完善的培训机会，导致师资水平参差不齐。部分学校为了吸引和留住优秀教师，不得不自行筹措额外津贴，这进一步增加了财政负担

#### 华文师资短缺
国民型华文中学长期面临华文科教师短缺问题，导致华文科的上课节数从改制初期的每周7节减至目前的5节甚至3节。一些华中由于师资不足，而被迫以母语班的形式进行华文教学。

#### 不谙华文校长掌校
教育部多次委派不谙华文的校长、副校长或主任到国民型华文中学任职。这种人事安排对学校的文化传承造成不利影响。不谙华文的校长难以有效推动华文课程的教学及中华文化活动，进一步削弱了华中的华校特征。

#### 非华裔教师比例激增
近年来，教育局委派了大量非华裔教师到国民型华文中学执教，导致华裔教师的比例逐年下降。一些学校的华裔教师比例已低于50%，直接影响到中华文化活动的开展和学校的中华传统文化氛围。 

#### 非华小毕业生被派入华中就读
近年来，部分县教育局将非华小毕业生派入华中就读。这些学生由于缺乏华文基础，导致教学安排面临挑战，增加学校的负担。

#### 生源不足
部分家长对国民型华文中学失去信心，倾向选择将子女送往华文独立中学（独中）或国际学校就读。这一趋势导致部分华中面临生源不足的压力，不利于学校的长期发展。一些华中由于坐落在乡区，面临着华裔人口过少和外流的问题，加上附近特选国中的竞争，导致学生锐减，而被迫放宽录取规定。

#### 中华文化传承困难
由于经费和师资不足，许多国民型华文中学在举办有关中华文化活动（如华乐、书法、武术等）时面临诸多困难。不仅限制了学生参与文化活动的机会，也进一步削弱了华中作为中华文化传承基地的角色。

## 国民型华文中学列表
| No            | 学校名称                       | 州属 / 地区 | 成立年份      | 官方网站                    | 学生人数 |
| ------------- | ------------------------------ | ----------- | ------------- | --------------------------- | -------- |
| 1             | 培智国民型华文中学             | 柔佛州      | 年            | 首页                        |          |
| 2             | 培华国民型华文中学             | 柔佛州      | 1929年        | 首页                        |          |
| 3             | 昔华国民型华文中学             | 柔佛州      | 年            | 首页                        |          |
| 4             | 马六甲公教国民型华文中学       | 马六甲州    | 年            | 首页                        |          |
| 5             | 圣母女子国民型华文中学         | 马六甲州    | 年            | 首页                        |          |
| 6             | 育民国民型华文中学             | 马六甲州    | 年            | 首页                        |          |
| 7             | 马六甲华文国民型高等中学       | 马六甲州    | 年            | 首页                        |          |
| 8             | 普罗士邦国民型华文中学         | 马六甲州    | 年            | 首页                        |          |
| 9             | 振华国民型华文中学             | 森美兰州    | 年            | 首页                        |          |
| 10            | 振华二校国民型华文中学         | 森美兰州    | 年            | 首页                        |          |
| 11            | 启文国民型华文中学             | 森美兰州    | 年            | 首页                        |          |
| 12            | 中华国民型华文中学             | 森美兰州    | 年            | 首页                        |          |
| 13            | 尊孔国民型华文中学             | 吉隆坡      | 1906年        | 首页                        |          |
| 14            | 中华国民型华文中学             | 吉隆坡      | 1919年        | 首页                        |          |
| 15            | 巴生中华国民型华文中学         | 雪兰莪州    | 年            | 首页                        |          |
| 16            | 巴生光华国民型华文中学         | 雪兰莪州    | 年            | 首页                        |          |
| 17            | 八打灵公教国民型华文中学       | 雪兰莪州    | 1956年        | 首页 （页面存档备份，存于） |          |
| 18            | 育华国民型华文中学             | 雪兰莪州    | 1918年3月3日  | 首页（页面存档备份，存于）  |          |
| 19            | 育群国民型华文中学             | 雪兰莪州    | 年            | 首页                        |          |
| 20            | 美罗中华国民型华文中学         | 霹雳州      | 年            | 首页                        |          |
| 21            | 丹绒马林公教国民型华文中学     | 霹雳州      | 1960年        | 首页                        |          |
| 22            | 南华国民型华文中学             | 霹雳州      | 年            | 首页                        |          |
| 23            | 天定国民型华文中学             | 霹雳州      | 年            | 首页                        |          |
| 24            | 爱大华国民型华文中学           | 霹雳州      | 年            | 首页                        |          |
| 25            | 霹雳女子国民型华文中学         | 霹雳州      | 年            | 首页                        |          |
| 26            | 圣母玛利亚国民型华文中学       | 霹雳州      | 年            | 首页                        |          |
| 27            | 三德国民型华文中学             | 霹雳州      | 年            | 首页                        |          |
| 28            | 培南国民型华文中学             | 霹雳州      | 年            | 首页                        |          |
| 29            | 育才国民型华文中学             | 霹雳州      | 年            | 首页                        |          |
| 30            | 育群国民型华文中学             | 霹雳州      | 年            | 首页                        |          |
| 31            | 培元国民型华文中学             | 霹雳州      | 年            | 首页                        |          |
| 32            | 吉辇国民型华文中学             | 霹雳州      | 年            | 首页                        |          |
| 33            | 崇华国民型华文中学             | 霹雳州      | 年            | 首页                        |          |
| 34            | 兴中国民型华文中学             | 霹雳州      | 年            | 首页                        |          |
| 35            | 三民国民型华文中学             | 霹雳州      | 年            | 首页                        |          |
| 36            | 华联国民型华文中学             | 霹雳州      | 年            | 首页                        |          |
| 37            | 中正国民型华文中学             | 吉兰丹州    | 年            | 首页                        |          |
| 38            | 中华国民型华文中学             | 吉兰丹州    | 年            | 首页                        |          |
| 39            | 吉华国民型华文中学             | 吉打州      | 1911年        | 首页                        |          |
| 40            | 吉华国民型华文中学二校         | 吉打州      | 年            | 首页                        |          |
| 41            | 新民国民型华文中学             | 吉打州      | 年            | 首页                        |          |
| 42            | 觉民国民型华文中学             | 吉打州      | 1957年5月10日 | 首页                        |          |
| 43            | 日新国民型华文中学             | 槟城州      | 1919年        | 首页                        |          |
| 44            | 槟华女子国民型华文中学         | 槟城州      | 1921年3月8日  | 首页                        |          |
| 45            | 锺灵国民型华文中学             | 槟城州      | 1917年2月9日  | 首页                        |          |
| 46            | 孔圣庙中华国民型华文中学       | 槟城州      | 1921年        | 首页                        |          |
| 47            | 恒毅国民型华文中学             | 槟城州      | 1957年9月9日  | 首页                        |          |
| 48            | 菩提国民型华文中学             | 槟城州      | 1935年        | 首页                        |          |
| 49            | 柑仔园修道院国民型华文中学     | 槟城州      | 1947年        | 首页                        |          |
| 50            | 协和国民型华文中学             | 槟城州      | 1939年        | 首页                        |          |
| 51            | 圣心国民型华文中学             | 槟城州      | 1956年        | 首页                        |          |
| 52            | 北海锺灵国民型华文中学         | 槟城州      | 1986年1月6日  | 首页                        |          |
| 53            | 威南日新国民型华文中学         | 槟城州      | 2017年        | 首页                        |          |
| 54            | 恒毅国民型华文中学峇央峇鲁分校 | 槟城州      | 2017年        | 首页                        |          |
| 55            | 中华维新国民型华文中学         | 登嘉楼州    | 年            | 首页                        |          |
| 56            | 文冬公教国民型华文中学         | 彭亨州      | 年            | 首页                        |          |
| 57            | 文冬启文国民型华文中学         | 彭亨州      | 年            | 首页                        |          |
| 58            | 立卑中华国民型华文中学         | 彭亨州      | 年            | 首页                        |          |
| 59            | 丹那布爹国民型华文中学         | 彭亨州      | 年            | 首页                        |          |
| 60            | 中竞国民型华文中学             | 彭亨州      | 年            | 首页                        |          |
| 61            | 文德甲华联国民型华文中学       | 彭亨州      | 年            | 首页                        |          |
| 62            | 直凉国民型华文中学             | 彭亨州      | 年            | 首页                        |          |
| 63            | 古晋国民型华文中学             | 砂拉越      | 1916年        | 首页                        | 1 562    |
| 64            | 中兴国民型华文中学             | 砂拉越      | 1917年        | 首页                        | 696      |
| 65            | 敦化国民型华文中学             | 砂拉越      | 1922年        | 首页                        | 1 278    |
| 66            | 中华国民型华文中学             | 砂拉越      | 1907年        | 首页                        | 1 154    |
| 67            | 中正国民型华文中学             | 砂拉越      | 1917年        | 首页                        | 167      |
| 68            | 光华国民型华文中学             | 砂拉越      | 1916年        | 首页                        | 328      |
| 69            | 中华国民型华文中学             | 砂拉越      | 1952年        | 首页                        | 1 714    |
| 70            | 泗里街高级国民型华文中学       | 砂拉越      | 1926年        | 首页                        | 896      |
| 71            | 开中国民型华文中学             | 砂拉越      | 年            | 首页                        | 978      |
| 72            | 东华国民型华文中学             | 砂拉越      | 年            | 首页                        | 196      |
| 73            | 根华国民型华文中学             | 沙巴州      | 年            | 首页                        |          |
| 74            | 丹南中华国民型华文中学         | 沙巴州      | 年            | 首页                        |          |
| 75            | 山打根中华国民型华文中学       | 沙巴州      | 年            | 首页                        |          |
| 76            | 双修国民型华文中学             | 沙巴州      | 年            | 首页                        |          |
| 77            | 亚庇国民型华文中学             | 沙巴州      | 1949年        | 首页                        |          |
| 79            | 善导国民型华文中学             | 沙巴州      | 年            | 首页                        |          |
| 80            | 乐育国民型华文中学             | 沙巴州      | 年            | 首页                        |          |
| 81 （兴建中） | 加影育华国民型华文中学二校     | 雪兰莪州    | 预计2021年    | 首页（页面存档备份，存于）  |          |